# Sasa
Sasa (synoniemen: Sasaella, Sasamorpha) is een geslacht uit de grassenfamilie (Poaceae). De soorten van dit geslacht komen voor in Europa, gematigd Azië en Australazië.

## Soorten
Van het geslacht zijn de volgende ruim veertig soorten bekend:
- Sasa cernua
- Sasa chartacea
- Sasa elegantissima
- Sasa fugeshiensis
- Sasa gracillima
- Sasa hainanensis
- Sasa hayatae
- Sasa heterotricha
- Sasa hibaconuca
- Sasa jotanii
- Sasa kagamiana
- Sasa kurilensis
- Sasa magnifica
- Sasa megalophylla
- Sasa miakeana
- Sasa minensis
- Sasa nipponica
- Sasa oblongula
- Sasa occidentalis
- Sasa palmata
- Sasa pubens
- Sasa pubescens
- Sasa pulcherrima
- Sasa rubrovaginata
- Sasa samaniana
- Sasa scytophylla
- Sasa senanensis
- Sasa septentrionalis
- Sasa shimidzuana
- Sasa subglabra
- Sasa subvillosa
- Sasa suzukii
- Sasa takizawana
- Sasa tatewakiana
- Sasa tenuifolia
- Sasa tokugawana
- Sasa tomentosa
- Sasa tsuboiana
- Sasa tsukubensis
- Sasa veitchii
- Sasa yahikoensis